# Харчові відходи
Харчові відходи — це залишки продуктів харчування або їх складових, які були призначені для споживання людиною, але повністю або частково втратили свою споживчу цінність у процесі зберігання, приготування, подачі чи споживання. Такі відходи виникають у домогосподарствах, громадському харчуванні, роздрібній торгівлі та харчовій промисловості. За даними Продовольчої та сільськогосподарської організації ООН (FAO), щорічно близько третини всіх вироблених продуктів харчування втрачається або марнується, що становить приблизно 1.3 мільярда тонн.

## Класифікація
Харчові відходи можна класифікувати за різними критеріями, зокрема:
- За джерелом походження:
  - Побутові: залишки їжі в домогосподарствах;
  - Комерційні: відходи ресторанів, супермаркетів;
  - Промислові: втрати під час виробництва та переробки.
- За типом продукту:
  - Рослинного походження: овочі, фрукти, зернові;
  - Тваринного походження: м'ясо, риба, молочні продукти.
- За стадією ланцюга постачання:
  - До споживання: втрати під час збору, зберігання, транспортування;
  - Після споживання: залишки їжі, що не були спожиті.

## Причини виникнення
Причини утворення харчових відходів є багатофакторними й охоплюють як поведінкові, так і системні аспекти на всіх рівнях харчового ланцюга — від виробника до кінцевого споживача.
Однією з основних причин є невідповідне зберігання продуктів. Через недотримання температурного режиму, вологості або санітарних умов, продукти часто псуються ще до того, як потрапляють до покупця.
Ще один поширений чинник — надмірне виробництво та закупівля. Виробники, прагнучи уникнути нестачі на ринку, випускають більше продукції, ніж потрібно. Споживачі, своєю чергою, часто купують продукти «про запас», що веде до псування і викидання невикористаного.
Важливу роль відіграють естетичні стандарти, які встановлюють рітейлери та маркетологи. Продукти з незначними візуальними дефектами (наприклад, криві огірки або плями на шкірці яблук) часто не потрапляють на полиці магазинів, попри їхню повну придатність до споживання.
Також значним фактором є неправильне розуміння термінів придатності. Багато споживачів не розрізняють маркування «вжити до» (яке означає безпеку продукту) і «краще спожити до» (яке вказує на оптимальні органолептичні властивості). Це призводить до того, що їжа, яка все ще є безпечною, масово викидається.
У сукупності ці причини сприяють постійному зростанню обсягів харчових відходів як у багатих, так і в менш розвинених країнах.

## Наслідки
Харчові відходи становлять серйозну проблему не лише з моральної точки зору, але й як фактор глобального екологічного та економічного навантаження.
З екологічної точки зору, основною загрозою є утворення парникових газів. Органічні відходи, що потрапляють на звалища, зазвичай розкладаються в анаеробних умовах, утворюючи метан — газ, який має парниковий ефект у десятки разів сильніший за вуглекислий. Таким чином, викидання харчових продуктів прямо сприяє кліматичним змінам, прискорюючи глобальне потепління.
Ще одним важливим фактором є марнування ресурсів. Виробництво будь-якої їжі вимагає значної кількості води, енергії, землі та праці. Коли ця їжа викидається, усі залучені ресурси також втрачаються даремно. Наприклад, згідно з оцінками FAO, приблизно 250 км³ води щороку витрачається на виробництво їжі, яка так і не буде спожита — це еквівалентне річному стоку великої річки.
З економічної точки зору, харчові відходи призводять до прямих втрат для всіх учасників ринку. Підприємства несуть збитки через знищення нереалізованої продукції, особливо у випадку швидкопсувних товарів. Торгові мережі змушені утилізовувати непродані запаси, що передбачає витрати на транспортування, обробку та захоронення.
Крім того, уряди та муніципалітети зазнають додаткових витрат на функціонування систем вивезення та обробки твердих побутових відходів. Це включає витрати на паливо, утримання інфраструктури, оплату праці працівників, а також екологічний моніторинг і зменшення шкоди від забруднення.
Усе це свідчить про те, що харчові відходи не є просто побутовим «незручним залишком», а комплексною проблемою, що потребує системного вирішення на глобальному, національному та локальному рівнях.

## Рішення
Для ефективної боротьби з харчовими відходами необхідний комплексний підхід, що охоплює всі етапи харчового ланцюга: від аграрного виробництва до поведінки кінцевого споживача. Нижче розглянуто ключові напрями, в яких можуть бути реалізовані стратегії зменшення харчових втрат.

### Виробництво та аграрний сектор
На етапі сільськогосподарського виробництва першочерговим є впровадження точного землеробства — системи управління врожайністю на основі даних GPS, сенсорів та супутникового моніторингу. Це дозволяє скоротити надлишкові посіви, уникнути перевиробництва та оптимізувати використання ресурсів.
Також важливим є покращення логістики та зберігання, особливо в регіонах із обмеженим доступом до сучасної інфраструктури. Втрата врожаю через плісняву, псування або механічні ушкодження є поширеним явищем, якого можна уникнути завдяки належним умовам зберігання — холодильному обладнанню, герметичній тарі тощо.

### Роздрібна торгівля та харчова промисловість
У сфері торгівлі однією з ефективних практик є реалізація продуктів із наближеним терміном придатності за зниженими цінами. Такий підхід дозволяє зменшити обсяги непроданого товару, одночасно підвищуючи доступність харчових продуктів для малозабезпечених верств населення.
Ще одним інструментом є систематичне передавання непроданих, але придатних до вживання продуктів, до благодійних організацій. Це не лише допомагає скоротити обсяги відходів, але й відіграє соціальну роль у боротьбі з продовольчою нерівністю.

### Поведінка споживачів
На рівні домогосподарств ключовими елементами стратегії є планування покупок та раціональне використання продуктів. Споживачі повинні уникати імпульсивних закупівель, формувати списки перед походом у магазин і ретельно слідкувати за термінами придатності.
Не менш важливим є правильне зберігання їжі — використання холодильників відповідного режиму, розміщення продуктів за принципом «first in — first out» (першим куплено — першим використано), а також творчий підхід до приготування страв із залишків.
Однак навіть за умови мінімізації відходів, частина органічних залишків все одно утворюється. Саме тому важливою ланкою у загальній стратегії є їх переробка. Найпоширенішим і екологічно доцільним способом є компостування, внаслідок якого утворюється добриво, що може повертатися в сільське господарство, закриваючи органічний цикл. На промисловому рівні перспективним є перетворення харчових відходів на біогаз — джерело енергії, що може використовуватись у теплогенерації або як замінник природного газу. Крім того, після відповідної обробки певні харчові залишки можуть використовуватись як корм для тварин, що додатково знижує навантаження на ресурси.
Законодавчий тиск і міжнародні ініціативи суттєво стимулюють рух у бік відповідального поводження з харчовими відходами. Так, у Франції з 2016 року діє закон, що зобов’язує супермаркети передавати непродані продукти харчування благодійним організаціям, а не знищувати їх. Європейський Союз реалізує стратегію «Farm to Fork», яка, серед іншого, передбачає скорочення харчових відходів на 50% до 2030 року, інтегруючи цю мету у сільськогосподарську, соціальну та екологічну політику. Ці приклади демонструють, що зменшення харчових втрат є не лише етичною вимогою, але й ключовим фактором сталого розвитку.